# 盛德 (成化進士)
盛德（1445年—？），字克修，河南南陽府汝州人，民籍，明朝政治人物。進士出身。

## 生平
早年出身國子生，河南鄉試第三十六名。成化十一年（1475年）乙未科會試第二百三十一名，殿試登進士第三甲第一百八十九名。

## 家族
曾祖父盛質文，曾任稅課局大使。祖父盛信，贈監察御史。父亲盛忠，曾任按察司僉事。